# Howto

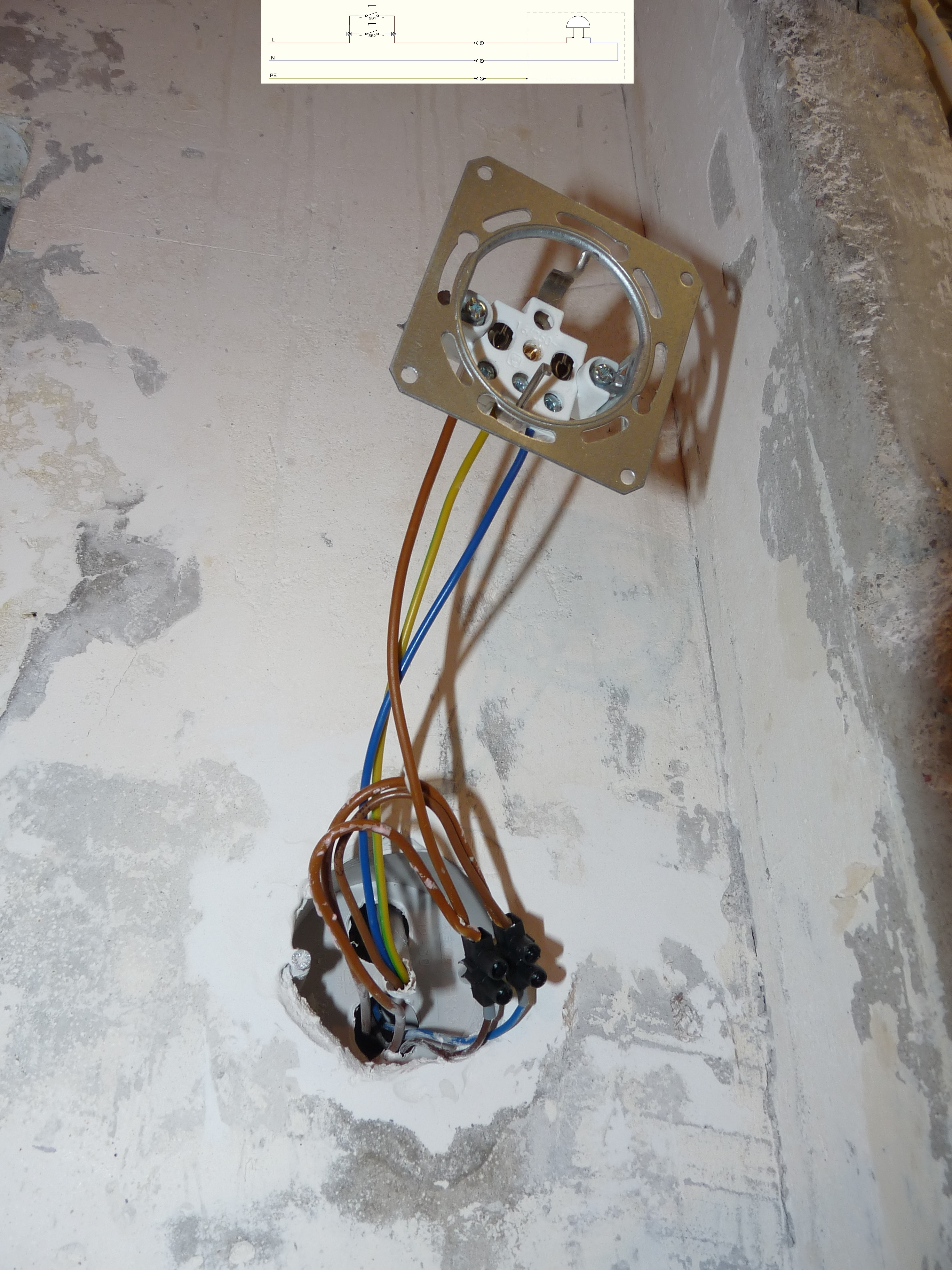
Circuit pour sonnette

Un howto (jargon informatique, de l'anglais how to = comment faire) est un document, dans le domaine informatique, souvent court, décrivant comment réaliser certaines tâches. Dans les autres domaines, et aussi en informatique, on utilise généralement « guide pratique ». L'OQLF préconise « un guide pratique » et « un comment fait-on ». Un howto est généralement créé dans le but d'aider les moins expérimentés. Ainsi, dans une volonté de simplification, un howto met de côté certains détails réservés aux experts. Par exemple, plusieurs howtos ou « mini-howtos » aident à la réalisation de certaines tâches sous Linux.
Les traductions des howto (notamment le HOWTO d'installation de Linux, traduit par René Cougnenc) ont eu un rôle déterminant dans la diffusion initiale de Linux en France. Elles sont actuellement réalisées par les volontaires du groupe traduc.org.